# Willie Williams (directeur artistique)
Pour les articles homonymes, voir Willie Williams.

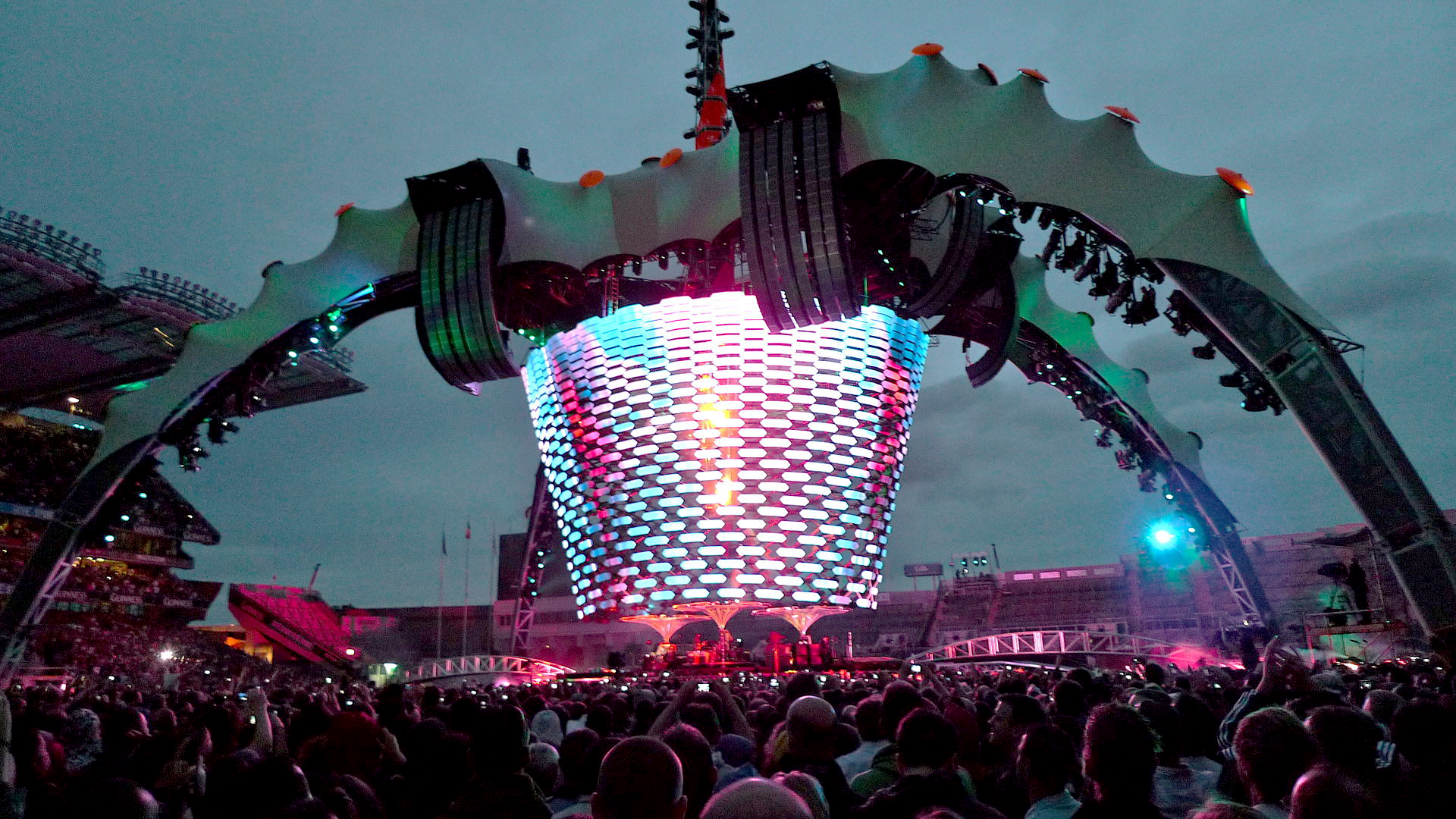
Scénographie du U2 360° Tour de 2009, par Willie Williams.

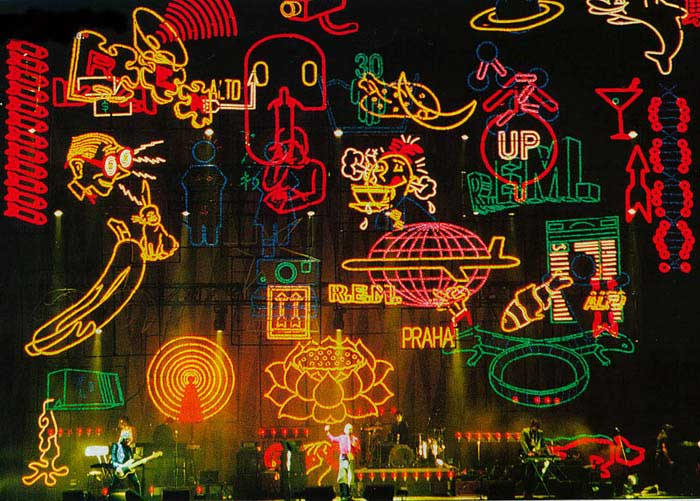
Scénographie du Up Tour de R.E.M. en 1999, par Willie Williams.

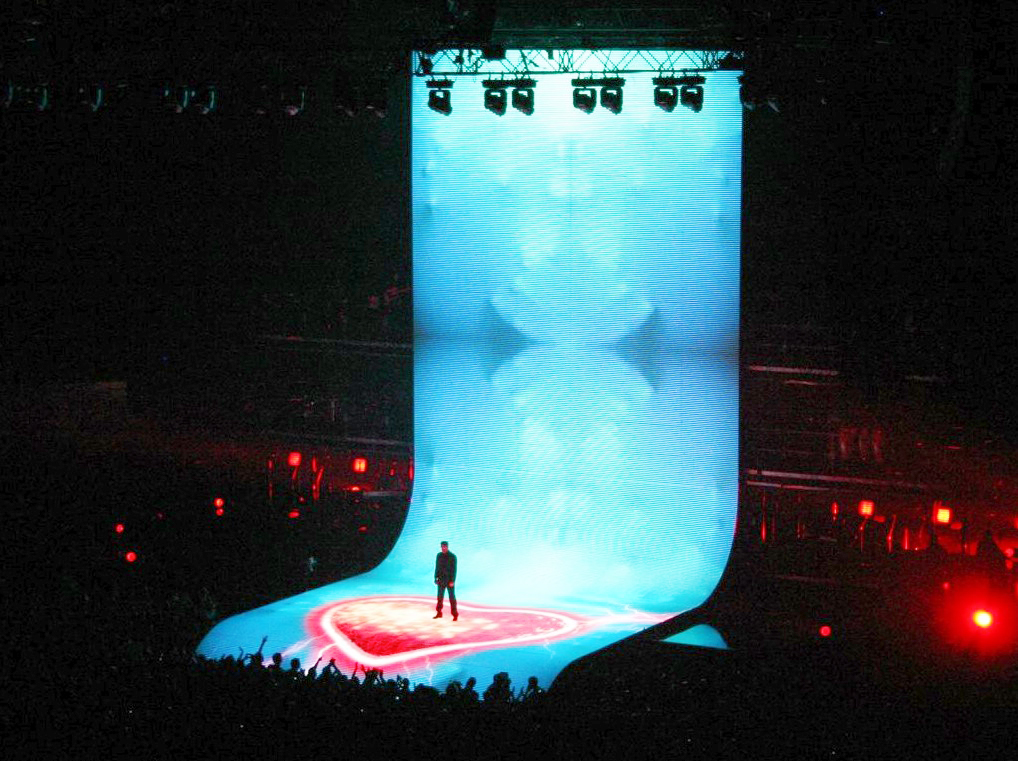
Scénographie du 25 Live Tour de George Michael, par Willie Williams en 2006.

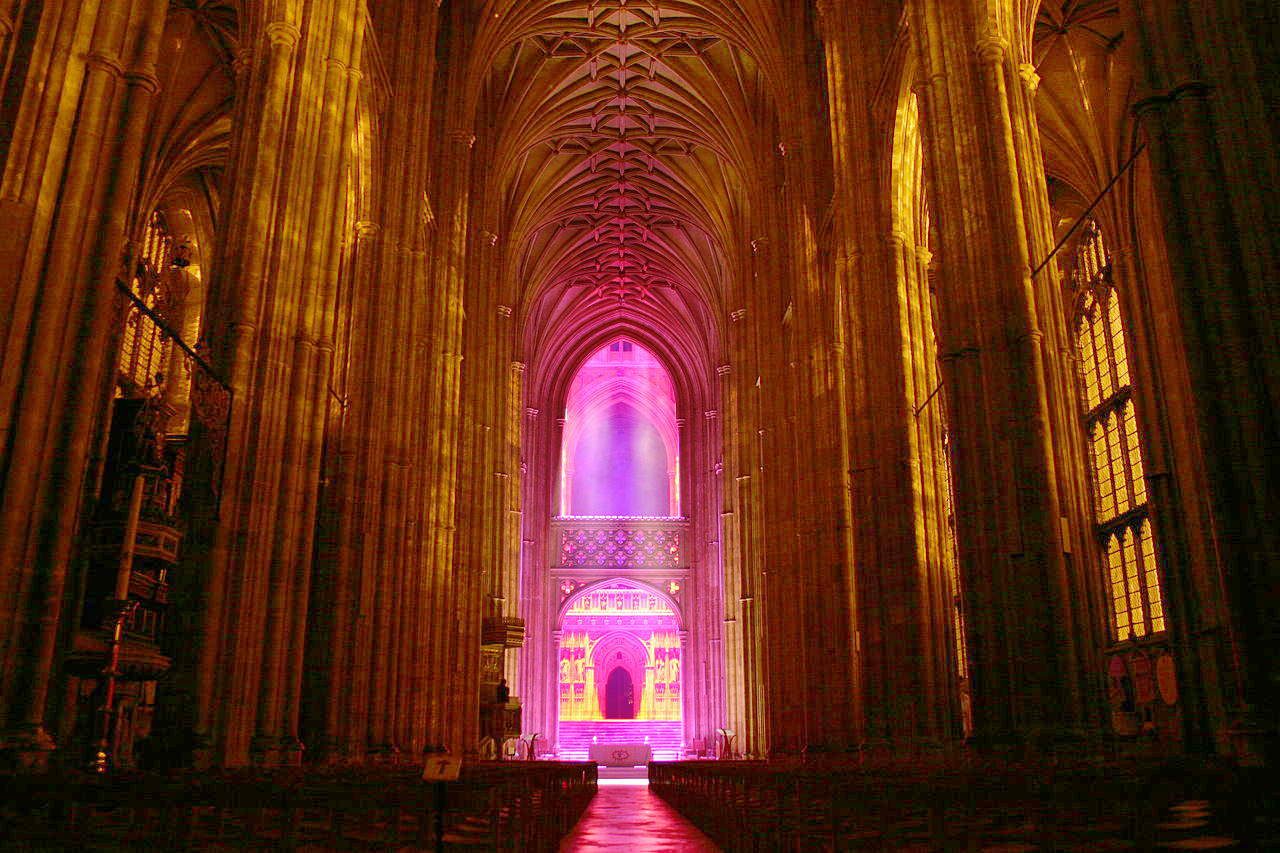
Installation Vigil, dans la cathédrale de Canterbury en 2006, par Willie Williams.

William Peter Charles « Willie » Williams est un directeur artistique spécialisé dans la conception de scènes de concerts, scénographe, vidéaste et éclairagiste pour concerts, pour des scènes de théâtre et des projets de multimédia. Il est surtout connu pour son travail novateur avec le groupe de rock U2, et est reconnu comme l'un des artistes les plus reconnus dans son domaine.

## Carrière
Willie Williams est né en 1959 à Newcastle-upon-Tyne et a grandi à Sheffield en Angleterre. Il est le fils de Robert Woodman Williams, chanteur et médecin qui a été un pionnier dans le domaine naissant de la physiothérapie et qui a également chanté avec l'opéra du Yorkshire du Sud. À l'école, Willie Williams excellait en mathématiques et en sciences et prévoyait d'étudier la physique à l'University College de Londres. L'avènement du punk rock l'a amené à entrer dans la scène musicale. Il a commencé à faire les lumières pour divers groupes tels que Writz, Deaf School et Stiff Little Fingers.
Willie Williams est responsable de la conception des scènes pour les tournées de U2 à partir de 1982. Les plus célèbres étant celle de l'extravagant Zoo TV Tour en 1992 et 1993, et plus récemment, l'Innocence + Experience Tour en 2015 et 2016. Il a également travaillé avec des artistes tels que R.E.M.,, David Bowie, The Rolling Stones, Robbie Williams, Darren Hayes et George Michael.
Willie Williams a également conçu une scène pour la compagnie de danse La La La Human Steps basée à Montréal. D'autres collaborations ont eu lieu avec Laurie Anderson, Marianne Faithfull et le Kronos Quartet, notamment pour Sun Rings, une collaboration avec la NASA qui combine la musique du quatuor à cordes avec des documents vidéos et audios collectés par les sondes spatiales Voyager 1 et Voyager 2.

## Galeries et installations architecturales
En 2015, Willie Williams a conçu le chandelier cinétique géant installé dans la discothèque Omnia au Caesars Palace à Las Vegas. Il a exposé ses propres sculptures cinétiques lumineuses dans plusieurs galeries d'art. Les sculptures, intitulées Lumia Domestica, créent des projections kaléidoscopiques dans la tradition de Nicolas Schöffer et de Thomas Wilfred, en réfractant la lumière à travers la verrerie domestique. D'autres de ses travaux publics comprennent la création et l'installations d'éclairages au Southbank Centre de Londres et dans la cathédrale de Canterbury. Parmi les réalisations de Willie Williams, il y a également le SkyChurch, un espace de performance multimédia situé au "Experience Music Project" à Seattle dans l'État de Washington, ainsi qu'une exposition permanente au musée du Rock and Roll Hall of Fame à Cleveland.

## Créations théâtrales
Parmi les pièces de théâtre qu'a réalisées Willie Williams, il y a We Will Rock You, Little Britain Live, French and Saunders Still Alive, Steve Coogan is Alan Partridge and Other Less Successful Characters (Steve Coogan est Alan Partridge et d'autres personnages moins réussis), le The Fast Show Live, Barbarella et Pam Ann,.

## Récompenses
- 1987 "Directeur de l'éclairage de l'année", Performance Magazine, États-Unis
- 1992 "Directeur de l'éclairage de l'année", Performance Magazine, États-Unis
- 1992 "Directeur de l'éclairage de l'année", Lighting Dimensions International, États-Unis
- 2000 "Top 25 des visionnaires du divertissement", Wired, États-Unis
- 2001 Eddy Award pour "excellence en design", New York
- 2002 "Directeur de l'éclairage de l'année", Live Magazine Awards, Londres[14]
- 2003 "Directeur de l'éclairage de l'année", Total Production Awards, Londres[15]
- 2006 "Directeur de l'éclairage de l'année", Total Production Awards, Londres[16]
- 2006 Metropolitan Home, Design 100
- 2007 "Best in Book, Creative Review Annual" (George Michael, 25 Live Tour)
- 2008 "Prix d'excellence en design" (George Michael, 25 Live Tour), Live Design, New York
- 2009 "Prix Redden d'excellence en design", États-Unis[17]
- 2010 "Production live de l'année" (U2 360° Tour), "concepteur lumière de l'année"' et "visionnaire vidéo", Total Production Awards, Londres[18]
- 2016 "Production scénique la plus créative de l'année" (tournée U2 Innocence + Experience Tour), Pollstar Concert Industry Awards[19].